# Dida (futebolista)
Nelson de Jesus da Silva, mais conhecido simplesmente como Dida (Irará, 7 de outubro de 1973), é um ex-futebolista brasileiro que atuava como goleiro. Atualmente é treinador de goleiros do Milan sub-17.
Dida foi descoberto por Newton Mota no começo de 1992 e levado para as divisões da base do Vitória. 
Era um especialista em defesas de pênaltis, sendo chamado por muitos de "Rei dos Pênaltis". Depois de iniciar sua carreira no início dos anos 1990 com o Vitória, Dida tornou-se um especialista em defesas de pênalti com o Cruzeiro e com o Corinthians. Ele é talvez mais lembrado por seu sucesso e por sua passagem de dez anos no Milan de 2000 a 2010, onde se estabeleceu como um dos melhores goleiros do mundo, devido à sua habilidade e comando de jogo. Dida ganhou vários troféus e prêmios individuais com o clube. Venceu um Campeonato Italiano e duas vezes a Liga dos Campeões com o Milan, onde a primeira dessas vitórias chegou depois que ele pegou três penalidades na final de 2003 contra a rival Juventus.
Um dos quatro goleiros rubro-negros com mais de 300 aparições no total de carreira, Dida foi introduzido no Hall da Fama do Milan em 2014, e juntou-se a outros ex-jogadores do clube para vários eventos off-pitch e partidas de exibição após a sua saída em 2010. Depois de uma ausência de dois anos sem jogar, ele retornou ao Brasil em 2012, atuando por três equipes: Portuguesa, Grêmio e Internacional.
Em âmbito internacional, Dida disputou 91 partidas em onze anos pela Seleção Brasileira, vencendo uma Copa América, duas Copas das Confederações, uma Copa do Mundo e ganhando uma medalha olímpica de bronze.
É o primeiro goleiro brasileiro a ser nomeado para o Prêmio FIFA Ballon d'Or e o primeiro bicampeão do Mundial de Clubes da FIFA, indicado sete vezes ao prêmio de Melhor Goleiro do mundo da IFFHS e é um de apenas doze jogadores que ganharam tanto a Liga dos Campeões quanto a Copa Libertadores da América.
Somente três jogadores da história do futebol conquistaram a Copa do Mundo, Copa América, Copa Libertadores, Champions League e Mundial de Clubes, outros dois foram Julián Álvarez e Cafu.
Foi eleito o melhor goleiro da América Latina do século XXI pela IFFHS, e é amplamente classificado entre os melhores goleiros brasileiros de todos os tempos ao lado de goleiros como Marcos, Rogério Ceni, Taffarel e Emerson Leão.

## Carreira

### Início
Nélson de Jesus Silva nasceu em 7 de outubro de 1973 na cidade de Irará, no estado da Bahia, e é um dos oito filhos, juntamente com cinco irmãs e dois irmãos. Ele foi criado em Lagoa da Canoa, no estado de Alagoas, para onde sua família se mudou quando ele tinha apenas três meses de idade. Iniciou no esporte através do vôlei, que ele jogou com seus irmãos, até que migrou para o futsal. Sua posição preferida sempre foi a de goleiro.
Torcedor do Flamengo, aos 13 anos ele fundou com seus amigos o Flamenguinho, um time modesto com os amigos do bairro onde morava. Seu apelido surgiu graças a Dida, ex-atacante flamenguista, enquanto seus ídolos do futebol eram o goleiro Rinat Dasayev e o futuro companheiro de Seleção Taffarel, que teve boas atuações na Itália e na Turquia e foi um dos pioneiros para o sucesso dos goleiros brasileiros em clubes europeus.

### Vitória
Em 1990, aos 17 anos, Dida chegou nas divisões de base do Cruzeiro de Arapiraca. Dois anos depois, ele foi para as categorias de base do Vitória, sendo titular na grande campanha do time na Copa São Paulo de Futebol Júnior (1993). O goleiro mesmo jogando pela base, também era reserva do elenco profissional, que contava apenas com os arqueiros Borges e Ronaldo Passos. No mesmo ano da sua chegada ao clube, conquistou o Campeonato Baiano de 1992. Em 1993, depois de ser campeão da Copa do Mundo Sub-20 pela Seleção Brasileira, Dida alcançou a titularidade no Vitória, chegando ao vice-campeonato inédito do Campeonato Brasileiro. Aos 20 anos, se tornou o mais jovem ganhador do Prêmio Bola de Prata da Revista Placar e foi eleito o melhor goleiro do Brasileirão.

### Cruzeiro
Foi então adquirido pelo Cruzeiro em 1994 e, em cinco temporadas, conquistou quatro títulos estaduais, a Copa do Brasil de 1996 e a Copa Libertadores de 1997, além de mais dois prêmios Bola de Prata. No entanto, em janeiro de 1999 ele declarou publicamente seu desejo de migrar para o futebol europeu e ser convocado para a Seleção Brasileira. Isso fez com que ele acionasse a justiça para cancelar o restante de seu contrato com o clube mineiro e assinar com o Milan, o único time europeu que lhe fez uma proposta. A disputa judicial que se seguiu entre o jogador e o Cruzeiro durou cinco meses, e uma decisão da FIFA permitiu que Dida fosse emprestado ao suíço Lugano, onde ele se manteve em forma e atuou em duas partidas. Sua transferência para Milão foi finalizada em maio de 1999, com uma taxa de transferência de 2 bilhões de liras italianas (5 milhões de reais) pagos ao Cruzeiro, o que encerrou o processo.

### Milan
Chegou ao Milan e foi designado pelo técnico Alberto Zaccheroni como terceiro goleiro, atrás de Christian Abbiati e do veterano Sebastiano Rossi. 

#### Empréstimo ao Corinthians
Na temporada 1999–00 do Campeonato Italiano, foi emprestado ao Corinthians para adquirir ritmo de jogo. Durante esse período, sua reputação como pegador de pênaltis ganhou fama nacional depois de ter defendido duas cobranças - ambas batidas por Raí - na vitória do Corinthians por 3 a 2 sobre o rival São Paulo na semifinal do Campeonato Brasileiro de 1999. Dida recebeu sua primeira indicação para o prêmio de melhor goleiro do mundo da IFFHS naquela temporada, terminando em oitavo lugar na votação. Em 2000, disputou o Mundial de Clubes da FIFA e não sofreu gol em três de quatro partidas. No dia 14 de janeiro, na final disputada contra o Vasco da Gama que terminou sem gols após a prorrogação, ele defendeu um pênalti de Gilberto e o Corinthians foi campeão por 4 a 3 após o vascaíno Edmundo desperdiçar sua cobrança. O meia Ricardinho, do Corinthians, revelou à imprensa que a equipe estava tentando levar o jogo para os pênaltis, pois sabiam que Dida defenderia pelo menos uma cobrança.

#### Retorno ao Milan
No início da temporada 2000–01, Dida se apresentou ao Milan, mas ficou marcado após um erro em uma partida da Liga dos Campeões de 2000–01 contra o Leeds United. 

#### Novo empréstimo ao Corinthians
Dida retornou ao Corinthians novamente em 2001, conquistando mais dois títulos: a Copa do Brasil de 2002, com destaque para outro pênalti defendido novamente contra o São Paulo na semifinal, e o Torneio Rio-São Paulo. Posteriormente, na Copa do Mundo de 2002, sagrou-se pentacampeão mundial com a Seleção Brasileira, sendo reserva de Marcos. 

#### Novo retorno ao Milan
Dida retornou ao Milan em 2002 e no mesmo ano conquistou definitivamente a titularidade, tendo sido importante na conquista da Liga dos Campeões de 2002–03 ao defender três pênaltis contra a Juventus, na final.
Dida foi eleito o segundo melhor goleiro do mundo pela FIFA e pela IFFHS (Federação Internacional de História e Estatística de Futebol) em 2005 e o terceiro melhor em 2004.
Em janeiro de 2012 foi considerado o terceiro melhor goleiro da América do Sul dos últimos 25 anos, ficando atrás de Taffarel e Chilavert.

### Saída do Milan e migração para o Futebol de Areia
No dia 1 de julho de 2010, após dez anos no clube, Dida oficializou sua saída dos Rossoneri.
Em maio de 2012, juntou-se a equipe do Milan para jogar o Mundialito de Clubes de Futebol de Areia.

### Portuguesa
No dia 24 de maio de 2012, com 38 anos e após quase dois anos sem clube, a Portuguesa anunciou um acordo com o atleta para atuar pelo clube até o fim da temporada de 2012. Estreou na vitória por 1 a 0 contra o São Paulo, em partida válida pelo Campeonato Brasileiro.

### Grêmio
No dia 19 de dezembro de 2012, o Grêmio anunciou oficialmente a sua contratação para ser o reserva de Marcelo Grohe. Por decisão do técnico Vanderlei Luxemburgo, no entanto, Dida acabou sendo escolhido como titular para a disputa da Libertadores 2013.
Sua estreia no Grêmio foi no dia 23 de janeiro de 2013, diante a LDU onde o Grêmio perdeu de 1 a 0. Destacou-se na partida contra o Corinthians, pela Copa do Brasil. Dida defendeu três cobranças nas decisões por pênaltis, sendo a última a do seu ex-companheiro de equipe no Milan, Alexandre Pato. A vitória colocou o time gaúcho nas semifinais da Copa do Brasil.

### Internacional

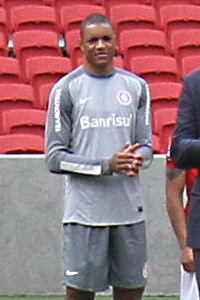
Dida no Inter em 2014.

No dia 12 de dezembro de 2013 foi anunciado que Dida não renovaria com o Grêmio. No mesmo mês, Dida assinou contrato de dois anos com o rival Internacional após atuações contestadas do então goleiro titular Muriel na temporada 2013. No dia 7 de dezembro de 2015 a direção do Internacional anunciou a despedida do goleiro do clube.

## Vida pessoal
Dida foi integrante do movimento denominado Bom Senso F.C.

## Seleção Brasileira

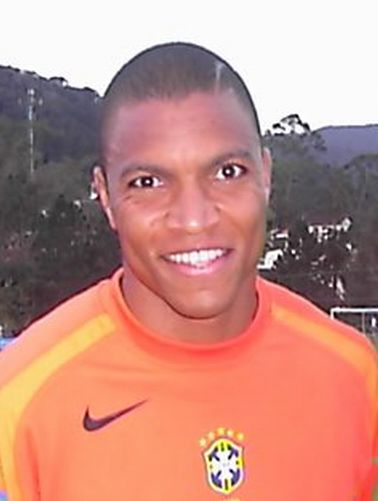
Dida pela Seleção Brasileira.

Participou de três Copas do Mundo: em 1998 foi o terceiro goleiro, em 2002 era o reserva e em 2006 foi o goleiro titular da Seleção Brasileira, sendo campeão em 2002. Pela Seleção, também foi campeão da Copa América de 1999 e das Copas das Confederações de 1997 e 2005, sendo titular em ambas. 
Também jogou no time sub-20 do Brasil, tendo sido campeão mundial na Copa do Mundo FIFA Sub-20 de 1993 e medalha de bronze com a seleção olímpica nas Olimpíadas de Atlanta em 1996. 
Foi também o primeiro goleiro negro da Seleção Brasileira em décadas. O último havia sido o Barbosa.
Com 92 jogos disputados, é o 3° goleiro com mais jogos pela Seleção Brasileira, atrás de Taffarel e Emerson Leão. 

## Títulos
Vitória
- Campeonato Baiano: 1992

Cruzeiro
- Campeonato Mineiro: 1994, 1996, 1997 e 1998
- Copa Master da Supercopa: 1995
- Copa Ouro: 1995
- Copa do Brasil: 1996
- Copa Libertadores da América: 1997

Corinthians
- Campeonato Brasileiro: 1999
- Copa do Mundo de Clubes da FIFA: 2000
- Torneio Rio-São Paulo: 2002
- Copa do Brasil: 2002

Milan
- Liga dos Campeões da UEFA: 2002–03 e 2006–07
- Copa da Itália: 2002–03
- Supercopa da UEFA: 2003 e 2007
- Serie A: 2003–04
- Supercopa da Itália: 2004
- Copa do Mundo de Clubes da FIFA: 2007

Internacional
- Campeonato Gaúcho: 2014 e 2015

Seleção Brasileira
- Copa das Confederações FIFA: 1997 e 2005
- Copa América: 1999
- Copa do Mundo FIFA: 2002
- Copa do Mundo FIFA Sub-20: 1993

### Campanhas de destaque
Seleção Brasileira
- Copa do Mundo FIFA: vice-campeão (1998)
- Jogos Olímpicos de Verão: medalha de bronze (1996)

### Prêmios individuais
- Bola de Prata: 1993, 1996, 1998 e 1999
- Oscar del Calcio - Melhor goleiro: 2004
- FIFPro World XI: 2005
- Terceiro Melhor Goleiro do Mundo pela IFFHS: 2004
- Segundo Melhor Goleiro do Mundo pela IFFHS: 2005